# Wolf Christian Schröder
Wolf Christian Schröder (* 6. Dezember 1947 in Bremen) ist ein deutscher Schriftsteller, Dramatiker, Lyriker, Übersetzer und Drehbuchautor.

## Leben
Wolf Christian Schröder wurde am 6. Dezember 1947 in Bremen als Sohn des Juristen Horst Schröder und der Historikerin Ursula Schröder geboren. Die Kindheit und Jugend verbrachte er in Kiel und Tübingen und danach in England. Seine A-Levels (die englische Hochschulreife) erwarb er am Atlantic College in Llantwit Major, Wales. 1966 begann er ein Studium der Slawistik an der Freien Universität Berlin. Seine Magisterarbeit behandelte ein Proletkult-Thema: Agitatorische Formen und ihre Ideologien in Gastevs Poesija Rabotschego Udara unter der Betreuung von Klaus Dieter Seemann.
1980 erschien der Roman Dronte. Eine Geschichte aus der Freizeit über ein eigenartiges Wesen zwischen Mensch und flugunfähigem Vogel, das ausschließlich seinen spontanen Bedürfnissen lebt.
Zur gleichen Zeit begann Schröder, Theaterstücke für Bühnenverlage zu übersetzen. Aus dem Russischen übertrug er Dramatiker wie Isaak Babel und Anton P. Tschechow, aus dem Englischen bzw. dem amerikanischen Englisch Werke von Tennessee Williams und Tom Stoppard.
Mit einer Auftragsarbeit für das Hamburger Schauspielhaus (Traum-Mörder) fing das Schreiben eigener Bühnenstücke an. Es folgten weitere Stücke, die in Hamburg, Hannover, Münster, Aachen und Konstanz uraufgeführt wurden. Sie handeln vom deutschen Terrorismus der 1970er und 1980er Jahre.
Das Musical Die Liebe nach einem Libretto von Schröder wurde im Ballhaus Ost in Berlin uraufgeführt. Der böse Wolf und die Hexe verlieben sich ineinander.
Im Rahmen einer Performance im Literaturhaus Berlin stellte er den Roman Harthaus (unter dem Pseudonym Nikolaus Wegener) vor. Es folgten weitere Romane, die sich, wie schon Harthaus, mit Zufall, Langeweile, menschlichem Unglück beschäftigen. Die Personen leben in der heutigen Zeit, doch die realistische Erzählweise kippt immer wieder ins Phantastische.
Schröder trat auch mit Gedichten hervor, die u. a. in der Zeitschrift Sinn und Form erschienen sind. Er schrieb Drehbücher für Kino und Fernsehen. Wolf Christian Schröder lebt in Berlin.

## Werke

### Romane, Erzählungen
- Dronte – Eine Geschichte aus der Freizeit. S. Fischer-Verlag, Frankfurt am Main, 1980, ISBN 3-596-22310-5
- Jahresringe 86 – 87, Jahrbuch für Kunst und Literatur Der Türke
- Litfass 27, Zeitschrift für Literatur, 1986, Der Versorger
- Radiobeitrag im NDR, 1986, Kurzgeschichte Die Hunde des Verlierers
- Fahrt zu einer Demonstration in: Leben im Atomzeitalter, 1987
- Harthaus. (Unter dem Pseudonym Nikolaus Wegener) Forkelhirsch Verlag, Berlin, 2007, ISBN 978-3-939796-00-8
- Honka mordet nicht mehr. Forkelhirsch Verlag, Berlin, 2018, ISBN 978-3-939796-01-5
- Die Weißweintrinker. Verlag PalmArtPress, Berlin, 2020, ISBN 978-3-96258-064-3
- Fünf Minuten vor Erschaffung der Welt. Verlag PalmArtPress, Berlin, 2022, ISBN 978-3-96258-113-8
- Tapirgebein. Verlag PalmArtPress, Berlin, 2024, ISBN 978-3-96258-183-1

### Bühnenstücke, Hörspiele, Libretti
- Traum – Mörder 1978
- Saurier 1992
- Salamander 1995
- Phönix 1997
- Hechinger 1997
- Betrüger 2000
- Vaccus 2014
- Drama und Hörspiel nach dem Briefwechsel zwischen Anton Tschechow und Olga Knipper 2000

Alle beim Theaterverlag Jussenhoven und Fischer.
- Libretto für das Musical Die Liebe  2007

### Übersetzungen von Dramen (Auswahl)
- Isaak Babel
- Anton P. Tschechow
- Tennessee Williams
- Tom Stoppard

Alle beim Theaterverlag Jussenhoven und Fischer.

### Lyrik
- Sinn und Form, 2016, September/Oktober ISBN 978-3-943 297-31-7
- Dimension, Special Issue 1983, Contemporary Arts and Letters, Austin, TX 78755, USA ISSN 0012-2882

### Drehbücher
- Die Superspinne, Fernsehfilm 1974
- Elisabeths Kind, Fernsehfilm 1981
- Doppelgänger/Sitting Duck, Kinofilm 1989
- Unter Druck, Fernsehfilm in der Reihe Ein Fall für Zwei (zusammen mit Michael Klette) 2010
- Leichen im Keller, Fernsehfilm in der Reihe Ein Fall für Zwei (zusammen mit Michael Klette) 2010
- Dunkle Schatten, Fernsehfilm in der Reihe Ein Fall für Zwei (zusammen mit Michael Klette) 2011

### Aufsätze
- Ex libris '83 Berliner Bücherforum – Berlin als Literaturstadt: Fest beim Lektor
- Litfass 40, 10 Jahre Litfass: Literaturhauptstadt

### Auszeichnungen und Stipendien
- Alfred-Döblin-Stipendium
- Arbeitsstipendium Künstlerhaus Villa Waldberta
- Traum-Mörder beim Stückemarkt im Rahmen des Theatertreffens 1978, gelesen von Fritz Lichtenhahn